# 日尾孝司
日尾 孝司（ひお こうじ、1932年4月27日 - 2014年5月1日）は、日本の元俳優・擬斗師。

## 来歴・人物
1956年に東映に入社。映画やテレビで悪役として活動する一方、現代劇の殺陣師を意味する擬斗師としても活動し、1950年代から1970年代に掛けての東映東京作品を始め、1980年代前半まで数多くの映画、テレビドラマで活動していた。

## 出演

### 映画
- 多羅尾伴内 七つの顔の男だぜ（1960年） - 清島了介の運転手
- ならず者（1964年）
- 花札渡世（1967年） - ぐれん隊の若者A
- 解散式（1967年） - 相田
- 博徒解散式（1968年） - もっそう
- やくざ刑事 マリファナ密売組織（1970年)　- 須藤
- ボディガード牙（1973年） - アルカイド星野
- けんか空手 極真拳（1975年）
- 多羅尾伴内（1978年）

### テレビドラマ
- 新七色仮面/龍虎の地図(1960年、NET / 東映) - ゴールデンキング団員
- ナショナルキッド/インカ族の来襲(1960年、NET / 東映) - インカ金星人
- 特別機動捜査隊(NET / 東映)
  - 第1話「最後の犯人を追え」（1961年） - 山口
  - 第379話「決斗」（1969年） - ケン
  - 第801話「浮気の報酬」（1977年） - 藤本
- プレイガール(12Ch / 東映)
  - 第130話「江戸っ子恋仁義」（1971年） - 念仏政
- 非情のライセンス(NET / 東映) 
  - 第1シリーズ第10話「兇悪の骨」(1973年) - 矢場
  - 第2シリーズ第86話「兇悪の流転」(1976年) - 花井
  - 第95話「兇悪のめぐり逢い」(1976年) - 小野
  - 第113・114話「男(前後編)」(1977年) - 清和会の男A
  - 第119話「替玉」(1977年) - 河合
- 燃える捜査網 第1話「女子中学生投身自殺」 (1975年、NET / 東映) - 花田
- 刑事犬カール 第37話「リーダー犬誕生」（1978年、TBS / 東京映画、渡辺企画）
- 必殺仕事人 第49話 「偽技浮かれ囃子攻め」(1980年、ABC / 松竹) - 相馬屋
- 土曜ワイド劇場「死刑執行五分前」（1981年、ABC / 東映）※擬斗も担当
- ザ・ハングマン 第47話「生か死か!? ドラゴン危うし」（1981年、ABC / 松竹芸能）
- 時代劇スペシャル「蛇姫様」（1981年、CX）

## 擬斗担当作品

### テレビドラマ
- ナショナルキッド（1960年、NET）
- キイハンター（1968年 - 1973年、TBS）
- ブラックチェンバー（1969年、CX）
- ゴールドアイ（1970年、NTV）
- ザ・ボディガード（1974年、NET）
- ザ・ゴリラ7（1975年、NET）
- 大非常線（1976年、NET）
- 大空港（1978年 - 1979年、CX）
- 時代劇スペシャル/蛇姫様（1981年、CX）
- 火曜サスペンス劇場/父と子の炎（1981年、NTV）

### 映画
- 網走番外地 吹雪の斗争（1967年）
- 荒野の渡世人（1968年）
- 日本ダービー 勝負（1970年）
- 博徒外人部隊（1971年）
- ボディガード牙（1973年）
- 実録 私設銀座警察（1973年）
- トラック野郎シリーズ（1975年 - 1978年）
- 皮ジャン反抗族（1978年）